# Manuel Amoros
Manuel Amoros (født 1. februar 1962 i Mont-de-Marsan, Frankrig) er en fransk tidligere fodboldspiller, og nuværende fodboldtræner, der spillede som forsvarsspiller i Ligue 1-klubberne AS Monaco, Olympique Marseille samt Olympique Lyon. Han er i øjeblikket landsholds træner hos Benin.
Med Monaco vandt han Amoros enkelt fransk mesterskab og én pokaltitel, og hans succes fortsatte under opholdet i Marseille. Her var han en del af det meget succesfulde hold der dominerede fransk fodbold i starten af 90'erne, og blev mester i både 1990, 1991 og 1992. Desuden var han, som kronen på værket, med til at vinde Champions League i 1993.

## Landshold
Amoros nåede gennem sin karriere at spille hele 82 kampe og score ét mål for Frankrigs landshold, som han debuterede for i 1982. Han var efterfølgende en del af det franske hold der blev europamestre på hjemmebane ved EM i 1984, og vandt bronze ved VM i 1986 i Mexico. Han deltog desuden ved VM i 1982, samt ved EM i 1992. Han stoppede landsholdskarrieren efter sidstnævnte turnering.
I Danmark huskes Amoros måske bedst for episoden i åbningskampen ved EM i 1984 hvor Amoros, efter en hård og ureglementeret tackling fra danske Jesper Olsen, sprang op og nikkede en forbløffet Olsen en skalle. Episoden kostede Amoros tre spilledages karantæne, men han nåede at gøre comeback ved samme turnering da han blev skiftet ind i finalen som Frankrig vandt med 2-0 over Spanien.

## Titler
Ligue 1
- 1988 med AS Monaco
- 1990, 1991 og 1992 med Olympique Marseille

Coupe de France
- 1985 med AS Monaco

Champions League
- 1993 med Olympique Marseille

EM
- 1984 med Frankrig